# Наиля Ахунова
Наиля Гарифзяновна Ахунова (на татарски: Наилә Гарифҗан кызы Ахунова, на руски: Наиля Гарифзяновна Ахунова) е съветска и руска поетеса, прозаик. През 2009 г. тя получава званието „Почетен деец на културата на Република Татарстан“.

## Биография
Родена е на 12 юни 1959 г. в Алметевск, Алметевски район, Татарска АССР, Руска СФСР, СССР. Родена е в семейството на писателите Шайда Максудова (1926 – 2009) и Гариф Ахунов (1925 – 2000). Има брат на име Рашид (1953 – 2016).
Израства в Алметевск, учи в средно училище № 5. През 1968 г. заедно със семейството си се премества в град Казан, където през 1975 г. завършва средно училище № 126 и художествено училище № 4. Посещава литературното сдружение в музей „Максим Горки и Фьодор Шаляпин“ в Казан, завършва училището за млади журналисти към Казанския държавен университет „Владимир Ленин“ и учи в „Литературната работилница“ на Диас Валеев. Тя започва да работи от ранна възраст, работила е на строителен обект, в болница и като оператор в поща. През 1978 – 1980 г. работи като графичен дизайнер в компресорен завод и публикува бележки в местния вестник „Работническа трибуна“. През 1986 г. завършва с отличие библиотечния отдел на Казанския държавен университет по култура, получавайки специалността библиотекар-библиограф по художествена и художествена литература.
След завършване на образованието си работи като библиотекар по стационарно обслужване и завеждащ библиотеката на Дома на културата на здравните работници (1986 – 1992), а след закриването му – като водещ библиотекар на библиотеката на училище № 42 (1992 – 1994). От 1994 до 1997 г. е главен редактор на вестник „Казански медик“, а от 1993 до 2007 г. е заместник-редактор на републиканското списание за деца „Чадър“. От 2000 до 2002 г. тя е кореспондент на вестник „Татарски региони“ и списание „Казански афиш“. Впоследствие работи като водещ специалист по възпитателна работа в Казанския държавен медицински университет и като служител в Музея на казанската медицина до пенсионирането си през 2014 г.
Тя подкрепя амбициозни писатели в Казан, предоставя творческа помощ на писатели с увреждания и активно участва в организирането на литературни фестивали и конкурси. През 1997 г., с подкрепата на Казанския държавен медицински университет тя организира и оглавява литературното сдружение „Бяла врана“, което през 2017 г. се преименува на Гарифзян Ахунзянович Ахунов. Наиля Ахунова е основателка и организаторка на републиканския фестивал на поезията и художествените песни „Галактика на любовта“ свързани с поетесата Вероника Тушнова (от 1998 г.), открития градски конкурс на поети и изпълнители „Присмехулник“ (от 2000 г.), регионалния конкурс за творчество за хора с увреждания „В името на живота“ (от 2010 г.), междурегионален фестивал на поезията „Хайкумена на Волга“ (от 2012 г.), литературен и краеведски фестивал „Гарифзян Ахунов“ (от 2017 г.), международен конкурс за преводи на татарска поезия (от 2020 г.). Тя не забравя за връзката си с писателите в Алметевск, като през 2010 г. организира клон на литературното сдружение „Бяло перо“ в Алметевск, а през 2013 г. е автор на идеята за създаване на Музей на историята на литературното движение „Гарифзян Ахунов“ в Алметевск.